# Christina Goh
Pour les articles homonymes, voir Goh.
Christina Goh est un auteur-compositeur et interprète française.

## Biographie
De père ivoirien et de mère martiniquaise, elle est née le 14 juillet 1977, à Paris 12 en France, mais passera toute son enfance et son adolescence en Côte d'Ivoire, en Afrique de l'Ouest.
Diplômée en psychologie et en journalisme en France, de retour en Côte d'Ivoire, elle préfère opter pour une carrière musicale mais c'est depuis la Martinique, où elle s'installe en 2004, que sa notoriété connaît une flambée internationale avec son E.P. Eveil, en 2008, dont le titre phare Réputation de peine, lui permettra d'être diffusée sur les radios francophones du Brésil, de Grèce, du Japon, du Canada et des États-Unis . 
La portée des textes de cette chanteuse à voix qui est aussi poétesse et a écrit le recueil Le chant des cœurs, va enthousiasmer les francophiles anglophones qui vont la surnommer "The french star of tomorrow" .
Progressivement, Christina Goh va être reconnue comme une chanteuse de concert live dans une formule qui la caractérise : en trio (piano, djembé, voix ou guitare, djembé, voix). En 2009, une mini tournée en France, à Paris, notamment au Laurette Théâtre, Fédération des petites scènes de France et Marseille, permet au public métropolitain de découvrir "la perle noire de l'afro-blues" .
Elle est recrutée la même année par une agence d'artistes majeures de la Caraïbe .
En 2009, Christina Goh met en musique trois poèmes de l'écrivaine martiniquaise J. Q. Louison, tirés du recueil Emotions. Elle rend ainsi hommage à sa mère qui écrit sous ce pseudonyme. J.Q. Louison va créer l'association Christina Goh Concept en 2010 pour réunir les fans et les partenaires artistiques autour de l'artiste .
En 2010, Christina Goh signe avec le label indépendant martiniquais  I.C.E. Label pour un album intitulé "Christina Goh Concept" qui met en valeur le djembé comme instrument rythmique de base hors de son contexte traditionnel. L'album n'est distribué physiquement qu'en Martinique. Elle sort la même année un recueil de poèmes qui illustre l'album, les dix chapitres détaillant l'univers poétique des dix titres du CD.
En décembre 2010, L'album "Christina Goh Concept" est distribué sur toutes les plateformes mondiales numériques par Plaza Mayor Company Ltd. La mise en avant des titres les plus jazz de l'opus accentue le caractère particulier des compositions de l'artiste , toujours à cheval sur la chanson réaliste et le blues illustrés par le djembé.

## Discographie

### Albums studio
- Tranquille (album) 2003
- Métissée chocolat (single) 2007
- Eveil (EP) 2008
- 3 Emotions (EP) 2009
- Christina Goh Concept (album) 2010
- N'oublie pas (single) 2012
- Fusion (album) 2012
- Invisible EP (EP) 2014

### Albums live et DVD
- 14 Melodies (Live at Le Petit Faucheux France) (album) 2015
- 14 Melodies DVD 2015

## Récompenses
- 2015 : Nomination aux 14th Independent Music Awards USA - Ecclectic EP[15]